# كيسة مخاطانية
كيسة مخاطانية أو كيسة مخاطية الشكل (بالإنجليزية: Myxoid cyst)‏ وتُسمى أيضًا الكيسة المُخاطية الإصبعية (بالإنجليزية: Digital mucous cyst)‏ أو الكيسة المُخاطية (بالإنجليزية: Mucous cyst)‏، هي حالة جلدية تتميز عادةً بانخفاض وأتلام في صفيحة الظفر.